# ドッジGO!GO!
『ドッジGO!GO!』（ドッジゴーゴー）は、2002年7月27日公開（同年7月20日に大阪、山梨、宮城、福岡で先行公開）の日韓合作映画で、ドッジボールを題材にした映画である。文部科学省選定、東京都知事推奨、大阪市教育委員会推薦、青少年映画審議会推薦作品。

## ストーリー
横須賀の小学6年生の女の子、入江ゆきこはドッジボールチーム「みなとドッジキッズ」の一員だが、ライバルの「山手ドッジファイターズ」に勝てないため、ドッジボール選手権の全国大会に進めないでいる。メンバーが減って練習場も追い出されそうになり、チーム解散の危機が迫る。
さらにゆきこの父、プロ野球選手の新一郎は国内球団での活動に見切りをつけて韓国球団への移籍を決め、親子は釜山へ移住する。
ゆきこのいない「みなとドッジキッズ」がいよいよ解散と思われた時、新しいメンバーが加入する。6年生最後の大会をあきらめたくないゆきこは、釜山でドッジボール好きの女の子、ナラたちと知り合ってスカウトする。地区大会当日、何とかフェリーで日本に渡った韓国のドッジキッズたちは、日本のメンバーたちと共に「山手ドッジファイターズ」との試合に臨む。

## キャスト
- 入江新一郎：筧利夫
- 入江ゆきこ：田島有魅香
- 小出里香：益子直美
- 山田潔：温水洋一
- 山田佐知恵：板谷由夏
- 長島俊太：風間由次郎
- まり：大江沙良
- 陽介：新岡正崇
- さやか：広重美穂
- 杏樹：石川沙樹
- 剛：久保山颯
- 伸吾：當山貴雄
- ハン・ナラ：ファン・ナラ
- ジョ・ジュノ：オ・インヨン
- イ・ホドン：イ・ホチョル
- ミン・サンミ：ハム・ウンジョン
- ミン・ジニ：サゴン・ジン
- 用具係：花紀京
- 校長：黒田福美
- トラック運転手：田中要次
- 魚屋：モロ師岡
- 応援団長：徳井優
- 芋森隆夫：小倉久寛

## スタッフ
- 監督：三原光尋
- 原作・脚本：相良敦子
- 撮影：柴主高秀
- 照明：永田達也
- 録音：郡弘道
- 美術：磯田典宏
- 音楽：上野洋子
- 編集：宮島竜治
- 助監督：山口晃二
- 制作担当：鈴木嘉弘
- 協力：日本ドッジボール協会、大塚製薬、ヤマト運輸
- テーマソング「DRIFTER」：LOVE&PEACE（ポニーキャニオン）
- 制作：大里洋吉、山本久、宮下昌幸、桝井省志
- プロデューサー：市毛るみ子、佐々木芳野
- アソシエイト・プロデューサー：キム・ヨンボム、ロメオ・ノウ、森重晃、牧野一茂
- 製作プロダクション：アルタミラピクチャーズ
- 製作：アミューズ、サイダス、アミューズコリア
- 配給：アミューズピクチャーズ

## エピソード
ミン・サンミ役として出演していたハム・ウンジョンは、本作の後に韓国の音楽グループT-ARAの一員となった。ウンジョンによれば、本作の撮影にはアミューズのオーディションを受けて参加し、日本国内と釜山で1か月間ほどの撮影が行われた。日韓合作映画であったが、当時の韓国内世論では日本に対する反発が強かったため、韓国での上映は実現しなかった。

## DVD・関連商品

### 映像ソフト
- ドッジGO!GO!（VHS）
- ドッジGO!GO!（DVD）

いずれも2003年2月21日アミューズ・ビデオから発売された。

### 書籍
- 相良敦子・著『ドッジGO!GO!』（2002年7月発行、講談社）ISBN 978-4062113939